# Heihe (Fluss)
Der Heihe (chinesisch 黑河, Pinyin Hēihé) ist ein endorheischer Binnenfluss in Zentral-Nord-China. Er fließt über 821 km, aus dem Tibet-Hochland kommend, in nördlicher Richtung bis an die Grenze mit der Mongolei, wo er sich im größten Schwemmkegel der Erde auffächert und in einem Evaporitbecken endet. Den chinesischen Wüstengürtel durchschneidend, bewässert er zahlreiche, ausgedehnte Oasen, in denen seit 2000 Jahren intensiv Landwirtschaft betrieben wird und heute rund zwei Millionen Menschen leben.

## Beschreibung
(
) 

Der Heihe, oder auch Hei He (wörtlich: Schwarzer Fluss), tibetisch Rme Chu, ist ein Binnenfluss in Zentral-Nord-China. Sein Wassereinzugsgebiet von 142.900 km2 Ausdehnung bildet das zweitgrößte abflusslose Inlandbecken des Landes. Das Gebiet reicht im Süden vom Nordostrand des Tibet-Hochlands nach Norden bis an die Gobi-Altai-Berge und teilweise über die Südgrenze der Mongolei hinweg. Innerhalb der weiten Wüstenregionen Chinas ist es eine Feuchte-Insel mit ausgedehnten Oasen. Im Flussverlauf werden Ober-, Mittel- und Unterlauf unterschieden.

### Oberlauf
Die Quelle (39° 4′ N, 98° 49′ O) befindet sich in der Lenglongling-Bergkette im Qilian-Gebirge der Provinz Qinghai. Das Wassereinzugsgebiet am Oberlauf im Gebirge liegt 1.700 bis 5.066 m über dem Meer und hat eine Ausdehnung von 10.009 km2. In den höheren Lagen fallen jährlich 500 mm Niederschläge, die sich bis in die niederen Lagen auf 250 mm vermindern. Oberhalb von 4.000 m gibt es Gletscher (59 km2) deren Schmelzwasser ebenfalls einen Beitrag zum Heihe liefern.
Von der Quelle fließt er in südöstliche Richtung bis Huangzangsi (38° 13′ N, 100° 11′ O) in der Nähe der Stadt Qilian, wo der Babao-Fluss aus der entgegengesetzten Richtung kommend einmündet. Von dort durchquert er die Lenglongling-Bergkette in einem Bogen zunächst nach Nordwesten, dann nach Norden. Dabei fließt der Heihe durch tiefe Schluchten und wird einige Male gestaut. Am Oberlauf fließen insgesamt 26 Flüsse in den Heihe. Der mittlere jährliche Abfluss für den Oberlauf, gemessen von 1945 bis 2010, beträgt 1,588 Milliarden m3.

### Mittellauf
Bei Yingluoxia, bzw. Yingluo Gorge (Yingluo-Schlucht 38° 49′ N, 100° 11′ O), ca. 1700 m ü. M. verlässt der Heihe das Gebirge und fließt durch die Hexi-Korridor-Ebene. In diesem als Mittellauf bezeichneten Abschnitt mit einem Einzugsgebiet von 26.100 km2 herrscht ein moderates arides Kontinentalklima mit einer mittleren jährlichen Niederschlagshöhe von 140 mm und einer mittleren potenziellen Evapotranspiration von 1000 bis 2000 m/y.
Im Einzugsgebiet, das zur Gansu-Provinz gehört, leben 1,92 Millionen (Stand 2010) Menschen. Geschützt durch die Große Mauer führte die historische Seidenstraße durch diesen Oasen-Korridor, in dem seit der Han-Dynastie vor über 2000 Jahren ununterbrochen Landwirtschaft betrieben wird.
Der Heihe fließt mit einem durchschnittlichen Gefälle von 2 % über eine Strecke von 185 km zunächst in Richtung Norden bis zur Großstadt Zhangye. Dort ändert er seine Fließrichtung nach Nordwesten. Der Mittellauf endet ca. 1300 m ü. M. wo der Heihe den Hexi-Korridor durch die Zhengyi-Gorge-Schlucht (39° 50′ N, 99° 25′ O) verlässt, die ihn durch die Heli-Berge bis an den westlichen Ausläufer der Badain-Jaran-Wüste führt.

### Unterlauf
Das Wassereinzugsgebiet am Unterlauf mit einer Ausdehnung von 77.100 km2 gehört geologisch zur Alxa-Hochebene. Es macht etwa 60 % des gesamten Heihe-Einzugsgebietes aus. Es bestand im Jahr 2010 zu 83 % aus Sand- und Gobi-Wüste und zu 14,76 % aus Grasland. Es gibt dort einen der größten Euphrat-Pappel-Urwälder der Erde. Das Gebiet liegt an seiner tiefsten Stelle 869 m über dem Meer und wird von Bergen begrenzt, die bis auf 1885 m reichen.
Als Teil der Wüste Gobi liegt das Gebiet abgeschirmt vom ostasiatischen Sommermonsun und im Winter dominiert der sibirische Antizyklon das Klima. In der Region herrscht extreme Trockenheit mit spärlichen Niederschlägen und intensiver Verdunstung. Die wenigen Niederschläge fallen meist von Juli bis Anfang September. Im Sommer und Herbst wird es extrem heiß und im Winter und Frühling ist es trocken und kalt. Im langjährigen Mittel, von 1960 bis 2012, betrug die Niederschlagshöhe 34 mm mit mindestens 7 mm und maximal 101 mm. Die jährliche potenzielle Evapotranspiration ist extrem mit 3504 bis 3755 mm bei einem Mittel von 3600 mm. Die Temperaturen liegen im Mittel bei 8 °C, können aber auf −37 °C fallen oder auf 44,5 °C steigen. Es gibt eine lange Sonnenscheindauer und häufige Sandstürme.
Der Heihe fließt erst durch das Gebiet der Dingxin-Oase und windet sich dabei nach Nord-Osten. Die Dingxin-Oase ist das erste Sub-Becken am Unterlauf mit einer Ausdehnung von 31.200 km2 Nach Dingxin führt der Heihe nur noch saisonal Wasser. Ab dort wird er auch mit den Namen Ejin, oder Ruo Shui (Schwacher Fluss) benannt.
Am Pegel Shaomaying (41° 0′ N, 100° 15′ O) fließen jährlich 300 bis 870 Millionen m3 Wasser ab. Dort gelangt der Heihe in die Innere Mongolei und fließt weiterhin in nordöstlicher Richtung in das Ejina-Becken (auch Gaxun Nur-Becken genannt). Dieses zweite Sub-Becken am Unterlauf liegt 890 bis 1127 m ü. M. und hat eine Ausdehnung von 28.000 km2. Es grenzt im Osten an die Badain-Jaran-Wüste und im Westen und Norden an die Gobi-Altai-Berge.
Der Heihe hat dort den größten alluvialen Fächer der Welt aufgeschüttet. Er beginnt beim Berg Lanxinshan (41° 5′ N, 100° 25′ O), einem Inselberg, der mit 1200 m die höchste Erhebung innerhalb des Gebietes ist. Dort teilt sich der Fluss in zwei Hauptarme und 19 weitere, die bis zu 300 km nach Norden reichen. Die beiden Hauptarme tragen nach ihrer Lage die Namen Xi He, bzw. gemäß der wörtlichen Übersetzung West-Fluss und Dong He, bzw. Ost-Fluss. Dort befindet sich die 1.500 km2 große Ejina-Oase mit 15.700 Einwohnern.
Das Wasser des Heihe sammelt sich in sieben Seen. Zwei davon sind Endseen.
So endet der West-Fluss im West-Juyan-See (42° 23′ N, 100° 51′ O), auch Gashun See genannt und der Ost-Fluss endet im Ost-Juyan-See (42° 18′ N, 101° 15′ O) auch Sugu-See genannt, der bei 890 m über dem Meer liegt.

### Geschichtliches
Große Teile des Heihe-Becken sind ein wichtiges und bewässerungstechnisch hoch entwickeltes Getreideanbaugebiet. Schon seit etwa 2000 Jahren wurde dort kontinuierlich Landwirtschaft betrieben. Die Intensivierung der Landwirtschaft und exzessiver Wasserverbrauch insbesondere am Mittellauf führten in der zweiten Hälfte des 20. Jahrhunderts zu einer starken Verminderung der Wasserversorgung des Unterlaufs. Die Folge war die Zerstörung des Ökosystems am Unterlauf. Es kam zur Austrocknung der Endseen, Ausbreitung der Wüste und vermehrten Sandstürmen. Dort wurden in den 1960er Jahren 30 km2 Kulturflächen bewirtschaftet, die bis zum Jahr 2003 auf nur noch 3 km2 schrumpften, der Rest wurde in Wüste konvertiert. Der West-Juyan-See war von 1960 bis 1962 erstmals ausgetrocknet. 1982 hatten der Ost-Juyan-See 99 hm2 Wasseroberfläche und der West-Juyan-See 68,4 hm2 In den folgenden 20 Jahren trockneten beide Seen aus. Nachdem damit begonnen wurde das Wasser nachhaltiger zu bewirtschaften, begannen die Seen sich wieder zu füllen. Der Ost-Juyan-See hat 2016 wieder eine Wasserfläche von 40 km2.